# Resolució 2293 del Consell de Seguretat de les Nacions Unides
La Resolució 2293 del Consell de Seguretat de les Nacions Unides fou adoptada per unanimitat el 23 de juny de 2016. El Consell va ampliar les sancions i l'embargament d'armes contra grups armats a la República Democràtica del Congo fins al juliol de 2017.

## Contingut
El Consell considerava essencial per a l'estabilitat de la regió dels Grans Llacs desactivar les Forces Democràtiques per l'Alliberament de Ruanda (FDLR). Les operacions militars de l'exèrcit congolès havien desestabilitzat una mica aquest grup. No obstant això, els grups armats seguien sent una amenaça constant. En particular, les Forces Democràtiques Aliades (ADF) va cometre molts actes de violència a la regió al voltant de Beni. També preocupaven les violacions dels drets humans comeses per l'exèrcit congolès, la policia i el servei d'intel·ligència.
Malgrat l'embargament d'armes, les armes il·legals continuaven circulant. També calia posar fi al comerç il·legal de matèries primeres congoleses i flora i fauna silvestre. Sobretot, la traçabilitat de l'or es va mantenir difícil. Tot plegat assegurava que el conflicte continués arrossegant-se a la regió. L'embargament d'armes i les altres sancions, que consisteixen en la congelació d'actius estrangers i prohibicions de viatge, es van ampliar fins l'1 de juliol de 2017. El mandat del grup d'experts que supervisava aquestes sancions es va ampliar fins l'1 d'agost de 2017.
Era molt important que es poguessin celebrar eleccions pacífiques al Congo. No obstant això, hi havia greus preocupacions sobre el clima polític del país. Per exemple, els membres de l'oposició van ser arrestats i es va reduir la llibertat d'expressió. Tanmateix, el país s'oposava al desplegament de nens soldats i havia fet campanyes prevenció de la violència sexual. El govern congolès havia de vetllar perquè els autors de crims de guerra fossin jutjats, per exemple, cooperant amb la Cort Penal Internacional i amb l'ajuda de la MONUSCO.